# Per Heister
Per Heister, född 1950 i Stockholm, är en svensk moderat politiker och kommunikatör. Han är uppväxt i Malmö men numera bosatt i Oxford. 
Per Heister är son till överläkaren Bengt Heister och Anna-Greta Heister, född Stråby.
Heister var vice ordförande i Sveriges Förenade Studentkårer, SFS, mellan åren 1974 och 75. Han var ordförande för Fria Moderata Studentförbundet 1980-81, efter att ha varit dess förbundssekreterare 1979-80 och vice ordförande 1977-79. Han var även ordförande för European Democrat Students, EDS, 1981-82.
1982 blev Heister pressekreterare för de moderata partiledarna Ulf Adelsohn och hans efterträdare  Carl Bildt, en tjänst han höll fram till 1987. Då blev han istället chef för Timbros Informationscentrum. 1990 blev han kampanj- och informationschef för Moderaterna. Han var under större delen av 90-talet sammankallande ordförande för EDU:s stående kommitté för medlemspartiernas kampanjchefer.
Heister har tidigare varit redaktör för Marknadsekonomisk Tidskrift och för Svensk Tidskrift. Han har också varit ordförande i Fritidsnämnden och ledamot i kommunstyrelsen och kommunfullmäktige i Danderyds kommun. Han har varit suppleant i landstingsfullmäktige och ledamot av Hälso- och sjukvårdsnämnden i Stockholms läns landsting.
1997 började Heister arbeta med media för Europeiska folkpartiets grupp (kristdemokrater) i Europaparlamentet.
2016 gick Heister i pension och flyttade till Oxford.
Heister har tidigare (från 1977) varit gift med Chris Heister.